# Suella Braverman
Sue-Ellen Cassiana "Suella" Braverman (født Fernandes, den 3. april 1980) er en britisk politiker og advokat. Hun var indenrigsminister under Liz Truss i 2022 og under Rishi Sunak i 2022-2023, men blev begge gange afsat fra posten efter uheldige episoder. Braverman var chefanklager for England og Wales fra 2020 til 2022. Hun har siden 2015 været medlem af det britiske underhus for det konservative parti.
Hun var kandidat til posten som leder af Det konservative parti efter Boris Johnson meddelte, at han trak sig fra posten.